# Герб Таллина
Герб Таллина наряду с флагом является официальным символом Таллина, столицы Эстонии.

## Описание

### Полный герб[1]
В золотом щите три лазоревых леопарда (шествующих смотрящих впрямь льва) с золотыми коронами. Щит увенчан серебряным шлемом с закрытым забралом и красной подкладкой. Намёт синий и золотой. Шлем увенчан золотой короной с червлёными самоцветами. В нашлемнике скрестившая руки перед грудью женщина в червлёном одеянии с золотой короной на голове.

### Большой герб
В золотом испанском щите три лазоревых леопарда (шествующих смотрящих впрямь льва) с золотыми коронами.
Три льва являются одним из старейших эстонских символов. На территории современной Эстонии они используются с XIII века и происходят из герба датского короля Вальдемара II, некогда правителя Эстляндии. Однако на гербе Эстонии, в отличие от столичного герба, над головами львов отсутствуют короны.

### Малый герб
В червлёном щите серебряный крест. Это также герб Харьюского уезда.
Малый герб происходит от флага Дании, так как датский король Вальдемар II был правителем Эстляндии. В настоящее время также используется в гербе уезда Харюмаа.

### Эмблема города
В документообороте и при украшении города, вместо герба используется эмблема, представляющая собой изображение развевающегося флага города в английском щите. В частности, эмблема города носится на униформе Муниципальной полиции.  

## История
Известен герб с тремя идущими львами на печати Ревеля, использовавшейся в 1340—1390 годах, с надписью: «SIGILLVM CIVIVM DE REVALIE» (лат. Печать города Ревеля). Над щитом изображена голова в короне, предположительно, — графа Лолланнского и Эстонского Отто, фактического правителя Дании. Однако, эстонский историк-геральдист Тийт Сааре (Tiit Saare) и хранитель нумизматической коллекции Государственного исторического музея Эстонии Ивар Леймус (Ivar Leimus), считают, что в данном случае речь идёт не о гербе города Ревеля, а об изображении на печати Ревеля герба его сюзерена — датского принца.
После 1390 года стал использоваться городской герб в виде червлёного (красного) щита с серебряным (белым) крестом. Ивар Леймус (Ivar Leimus) считает, что крестовый герб Ревеля появился не ранее 1480 года и, возможно, происходит от герба Ревельского (Эстляндского) епископства, в котором изображались два положенных крестом посоха — впервые такой герб был изображён на печати епископа Ревельского Йоханнеса Рекелинка (Johannes Rekelink, 1390—1403). На раскрашенном оттиске печати епископа Ревельского Эверхардуса Калле (Everhardus Kalle, 1457—1475) щит красный с серебряными посохами, положенными крестом и дополненными изображением епископской митры.
В 1564 году в Ревеле были отчеканены монеты с изображением на реверсе трёх идущих львов, а на аверсе — герба новой (с 1523 года) шведской династии Васа. В Национальном архиве Швеции под номером D400 хранится рукопись, датированная 1580 годом, в которой изображён синий щит с тремя леопардовыми львами, увенчанный герцогской короной и подписанный Lifflandh («Лифляндия»). С 1640 года монеты чеканились с надписью: «MON[ETA] NOV[A] CIVIT[AS] REVAL» (лат. Новая монета города Ревеля). Ивар Леймус (Ivar Leimus) считает, что именно это изображение легло в основу большого герба Ревеля.
В ходе Северной войны Ревель был взят 30 сентября 1710 года и включён в состав России (официально включение шведских владений в Прибалтике в состав Российской империи было оформлено в 1721 году Ништадским мирным договором). В июне 1728 года Верховный тайный совет издал указ о введении нового образца знамён с государственным и городским гербами. Тогда же началась работа над так называемым Знамённым гербовником, все гербы этого сборника должны были в своё время занять место на соответствующих полковых знамёнах. Герб для Ревельского полка в гербовнике: «Три льва синие под коронами, да сверху корона, а над нею наверху девица под короною в белом одеянии; поле жёлтое».  
Герб Ревеля утверждён Екатериной II 4 октября 1788 года. Описание герба: «в золотом поле три лежащие голубые льва». В 1868 году под руководством Б.В. Кёне в Гербовом отделении Департамента герольдии Правительствующего Сента был составлен проект герба Ревеля в соответствии с правилами внешних украшений: щит должна была венчать золотая городская корона; за щитом вероятно должны были помещаться якоря, перевязанные Александровской лентой. 
10 (22) декабря 1877 года было созвано первое городское собрание, сформированное в ходе земской реформы в Российской империи в соответствии с Положением о губернских и уездных земских учреждениях 1864 года — до этого в Нижнем городе Ревеля законной силой обладало Любекское право. В этот же день городское собрание одобрило большой герб Ревеля, в настоящее время 22 декабря отмечается как День герба города Таллина. В независимой Эстонии герб Таллина в форме, одобренной в 1877 году, был подтверждён в 1919 году (именно в таком виде его можно видеть на раскрашенном барельефе на Таллинской ратуше).
В 1970-80-х годах в использовался герб Таллина, созданный профессором Паулем Лухтейном (Paul Luhtein): красно-синий щит, на котором изображён золотой ключ; на бородке ключа изображена красная звезда, на головке — силуэт «старого Томаса». 
- Печать Таллина, 1340 год
- Герб для Ревельского полка в Знамённом гербовнике.
- Герб Ревеля, 1788
- Герб Таллина на городской ратуше.
- Герб Таллина, который был установлен на городской управе
- Герб Таллина в советское время
- Эмблема города в наружной рекламе
- Герб Таллина на эмблеме Подразделения охраны правопорядка Таллиннской муниципальной полиции

## См.также
- Флаг Таллина
- Герб Эстонии
- Герб Дании
- Герб Англии